# Laleh
Laleh Pourkarim (ur. 10 czerwca 1982 w Bandar-e Anzali) – szwedzka piosenkarka i autorka tekstów irańskiego pochodzenia, wykonująca muzykę pop.
Pierwszy album (zatytułowany Laleh) wydała w 2005, wokalistka zaśpiewała na nim w trzech językach: angielskim, szwedzkim i perskim. Na płycie znalazły się takie utwory jak "Invisible (my song)" i "Live Tomorrow". W 2005 nominowano ją do szwedzkiej nagrody Grammis w kilku kategoriach, zdobyła trzy nagrody (m.in. dla artysty roku).
W 2000 zagrała główną rolę w szwedzkim filmie Jalla! Jalla! w reżyserii Josefa Faresa.

## Dyskografia
Albumy
| Laleh                       | - Data: 2005 - Wydawca: Telegram Records Stockholm                 | 1 | — |
| Prinsessor                  | - Data: 6 grudnia 2006 - Wydawca: Telegram Records Stockholm       | — | — |
| Me And Simon                | - Data: 31 stycznia 2009 - Wydawca: Telegram Records Stockholm     | 2 | — |
| Sjung                       | - Data: 25 stycznia 2012 - Wydawca: Telegram Records Stockholm     | 1 | 1 |
| Colors                      | - Data: 16 października 2013 - Wydawca: Telegram Records Stockholm | 2 | 4 |
| "—" album nie był notowany. |                                                                    |   |   |

Single
| "Invisible (my song)"                       | 2005 | 7  |
| "Live Tomorrow"                             | 2005 | 20 |
| "Forgive but not forget"                    | 2006 | 46 |
| "November"                                  | 2006 | —  |
| "Call on me"                                | 2007 | —  |
| "Snö"                                       | 2007 | 14 |
| "Simon Says"                                | 2009 | 41 |
| "Big City Love"                             | 2009 | 32 |
| "Alla vill till himmelen men ingen vill dö" | 2011 | 25 |
| "Ängeln i rummet"                           | 2011 | 6  |
| "Here I Go Again"                           | 2012 | 41 |
| "Some Die Young"                            | 2012 | 9  |
| "Just nu"                                   | 2012 | 25 |
| "Colors"                                    | 2013 | 33 |
| "—" singel nie był notowany.                |      |    |

## Nagrody i wyróżnienia
| Rok  | Kategoria            | Tytułem | Nagroda | Nota      | Źródło |
| ---- | -------------------- | ------- | ------- | --------- | ------ |
| 2006 | Årets Textforfattare | Laleh   | Grammis | Nominacja | [ 8 ]  |
| 2006 | Årets Producent      | Laleh   | Grammis | Laur      | [ 8 ]  |
| 2006 | Årets Kompositor     | Laleh   | Grammis | Nominacja | [ 8 ]  |
| 2006 | Årets Artist         | Laleh   | Grammis | Laur      | [ 8 ]  |
| 2006 | Årets Nykomling      | Laleh   | Grammis | Laur      | [ 8 ]  |
| 2006 | Årets Album          | Laleh   | Grammis | Nominacja | [ 8 ]  |